# Aspettando i barbari (Kavafis)
Aspettando i barbari è una poesia in lingua greca moderna di Konstantinos Kavafis, scritta nel novembre (secondo Simić) o nel dicembre (secondo Christias) 1898 e pubblicata per la prima volta nel 1904. Essa descrive un giorno in una città-stato qualunque dove ogni cosa si è fermata perché la popolazione sta aspettando l'arrivo dei "barbari", che progettano di accogliere benevolmente.
In questa poesia è evidente la convinzione di Kavafis secondo la quale "quando il contenuto formale di una comunità storica, cioè la legislazione, le istituzioni politiche, i rituali della messa in scena del potere, sono sproporzionati rispetto alla forza vitale del popolo storico, allora questa stessa forma invita ad essere invasa da un'altra forza vitale che è sproporzionatamente sviluppata rispetto ai suoi contenuti formali". La civiltà greco-romana, ormai priva di forza vitale, attende con impazienza la forza vitale dei barbari.
Secondo il critico Stratis Tsirkas l'occasione per questa poesia sarebbe stata la battaglia di Omdurman (2 settembre 1898), in cui l'esercito anglo-egiziano sconfisse quello del Califfo del Sudan mahdista e, come scrisse il giornale francese Phare d'Alexandrie nel numero del 4 e 5 dicembre 1898, "ha riportato questa vittoria così attesa della civilizzazione contro la barbarie". Kavafis percepiva l'insoddisfazione degli egiziani per l'Impero britannico, ne sentiva la fine imminente: secondo Giorgos Seferis il tono della poesia è bizantino e, sebbene essa descriva la caduta dell'Impero romano, avrebbe potuto anche riguardare la caduta dell'Impero bizantino vista da Fener. "La vita aveva abbandonato le forme politiche", serve la forza vitale dei barbari per revitalizzarle.

## Opinioni
Daniel Mendelsohn (uno dei molti traduttori che hanno lavorato ad una versione in lingua inglese della poesia) ha detto che il dipinto di uno stato in cui i legislatori sono seduti in un ozio stagnante era "particolarmente preveggente" alla luce del blocco delle attività del governo federale degli Stati Uniti d'America avvenuto nel 2013.
Robert Pinsky l'ha descritta come "ingegnosa" e "divertente". Charles Simić l'ha definito "una descrizione appropriata di ogni stato che ha bisogno di nemici, reali o immaginari, come una scusa perpetua", mentre the Independent considerava l'ultimo verso della poesia evocativo dei "rischi implicati dalla fine della guerra fredda".

## Omaggi
Il romanzo di John Maxwell Coetzee Aspettando i barbari (1980) prende il nome dalla poesia, così come la collezione di saggi Aspettando i barbari (1998) di Lewis H. Lapham e la collezione di saggi Aspettando i barbari (2013) di Daniel Mendelsohn.
Il romanzo di Peter Carey Estasi (1981) vede il giovane ragazzo comunista di Lucy, Kenneth, citare la prima strofa direttamente dalla traduzione di John Mavrogordato.
Anche Await Barbarians (2014), album di Alexis Taylor, prende il nome dalla poesia; similmente, la canzone "Without a Crutch" contenuta in quell'album allude direttamente alla poesia.
Nel 2011, Andrew Ford ha adattato la poesia in un'opera corale. Nel 2012, Constantine Koukias l'ha adattato in un'opera, I barbari.